# Kreisdekanat Oberbergischer Kreis
Das Kreisdekanat Oberbergischer Kreis ist eines von 15 Dekanaten im Erzbistum Köln. Es entstand am 1. Juni 2008 aus den Kreisdekanaten Gummersbach/Waldbröl und Wipperfürth.
Im Zuge der Neuordnung der Dekanate zum 1. Januar 2017 wurden die bis dato dem Kreisdekanat zugeordneten Dekanate Gummersbach/Waldbröl und Wipperfürth aufgelöst. Die Aufgaben der Dekanate gingen auf das Kreisdekanat über.
Die zugeordneten Seelsorgebereiche liegen auf dem Gebiet des Oberbergischen Kreises in Nordrhein-Westfalen und in angrenzenden Teilen des Landkreises Altenkirchen (Westerwald) im Norden von Rheinland-Pfalz (Ortsgemeinde Friesenhagen und ein kleinerer Teil der Ortsgemeinde Forst (bei Wissen, Sieg), nämlich die Ortsteile Kaltau, Lechenbach, Neuhöfchen, und Seifen).
Das Kreisdekanat umfasst acht Seelsorgebereiche: „Oberberg Mitte“, „An Bröl und Wiehl“, „Morsbach/Friesenhagen/Wildbergerhütte“, „Engelskirchen“, „St. Maria Heimsuchung“ (Marienheide), „Lindlar“, „St. Nikolaus“ (Wipperfürth) und „Radevormwald-Hückeswagen“.

## Pastoraleinheiten

### Seelsorgebereich An Bröl und Wiehl

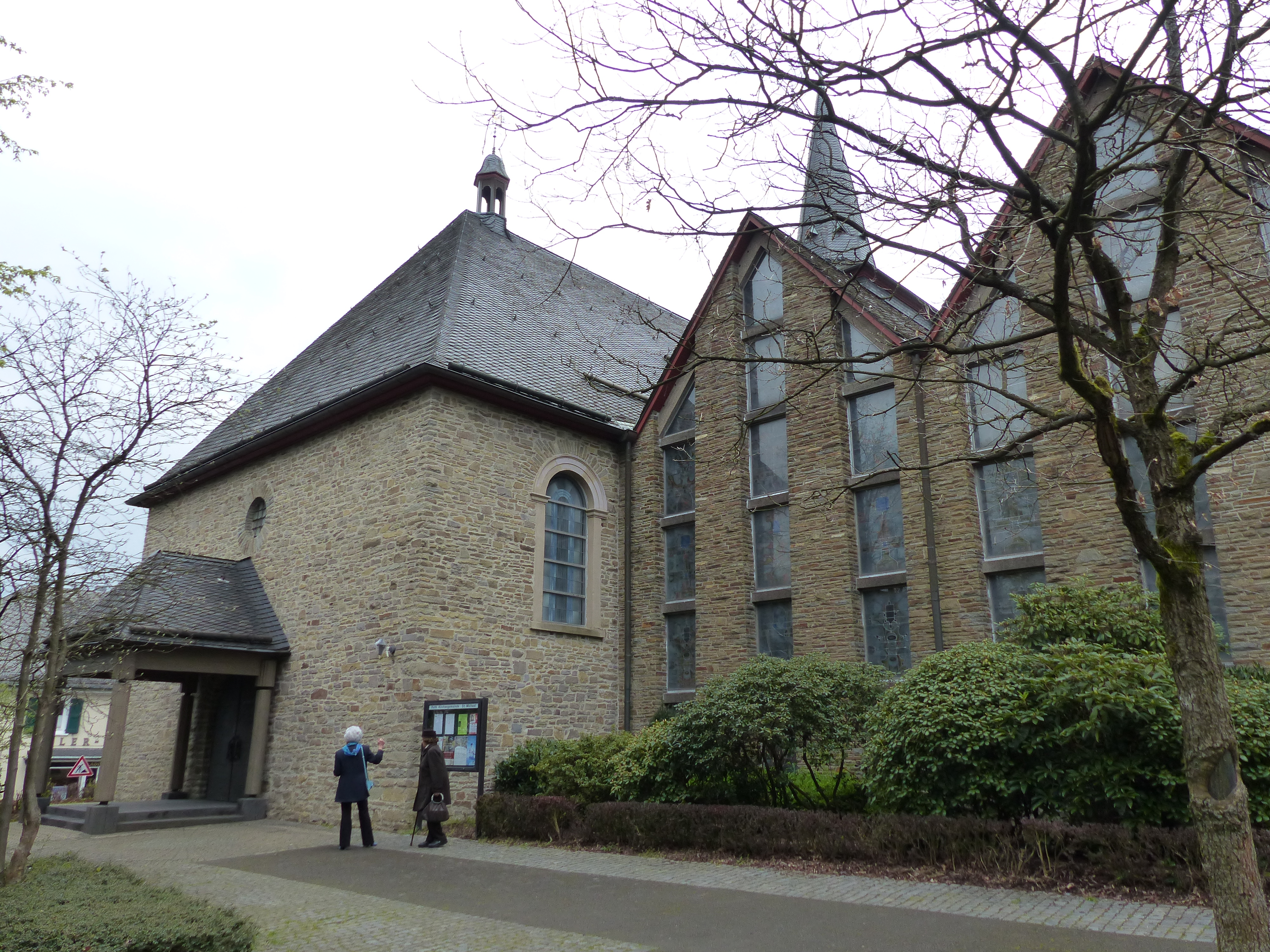
St. Michael Waldbröl

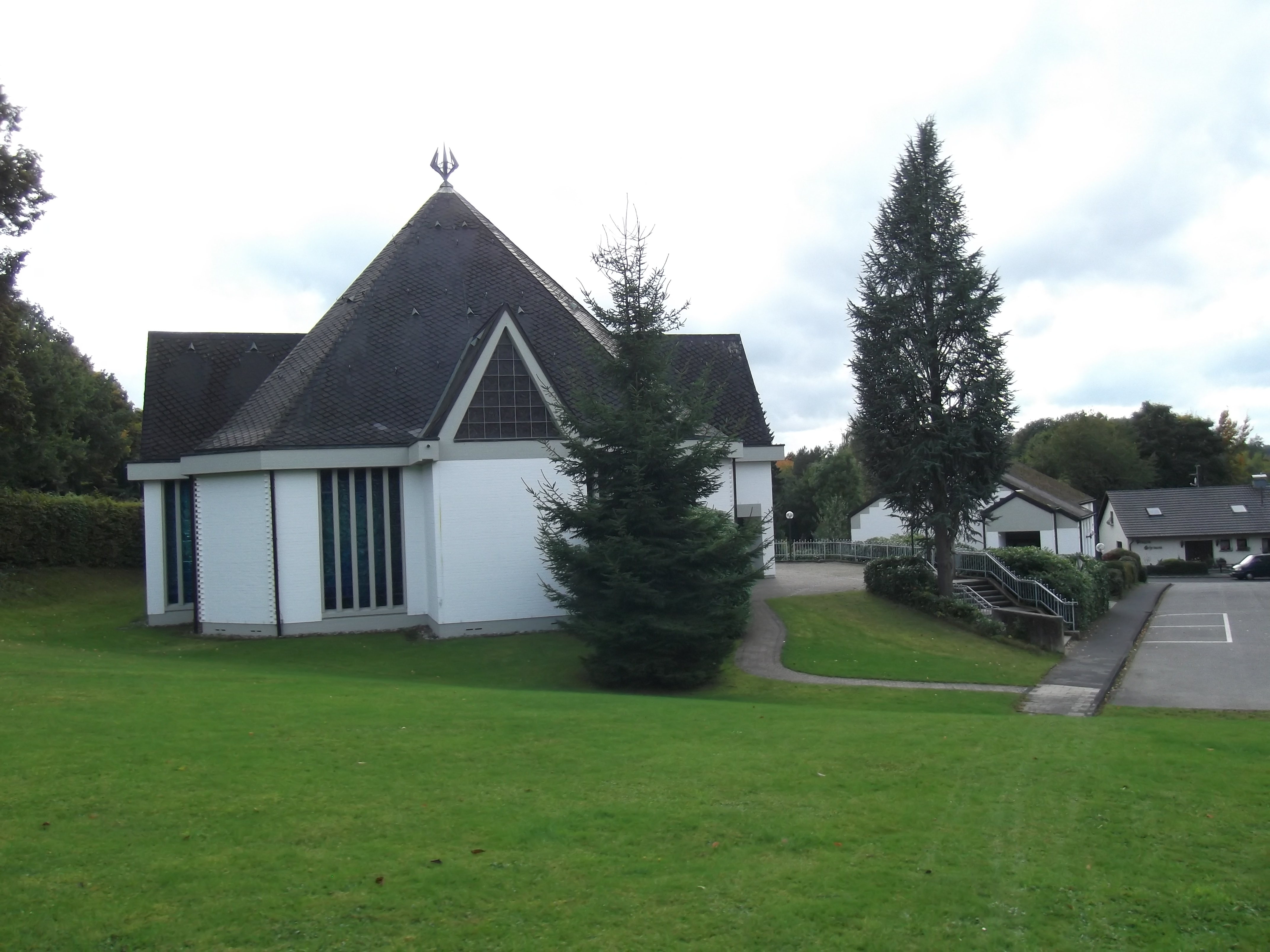
Heilig Geist Nümbrecht

- St. Antonius, Denklingen (Reichshof)
- St. Bonifatius, Wiehl-Bielstein
- Heilig Geist, Nümbrecht
- St. Konrad,  Waldbröl-Ziegenhardt
- St. Maria im Frieden, Waldbröl-Schönenbach
- St. Mariä Himmelfahrt, Wiehl
- St. Michael, Waldbröl
- Zur Hl. Familie, Reichshof-Feld

### Seelsorgebereich Engelskirchen
- Herz Jesu, Engelskirchen-Loope

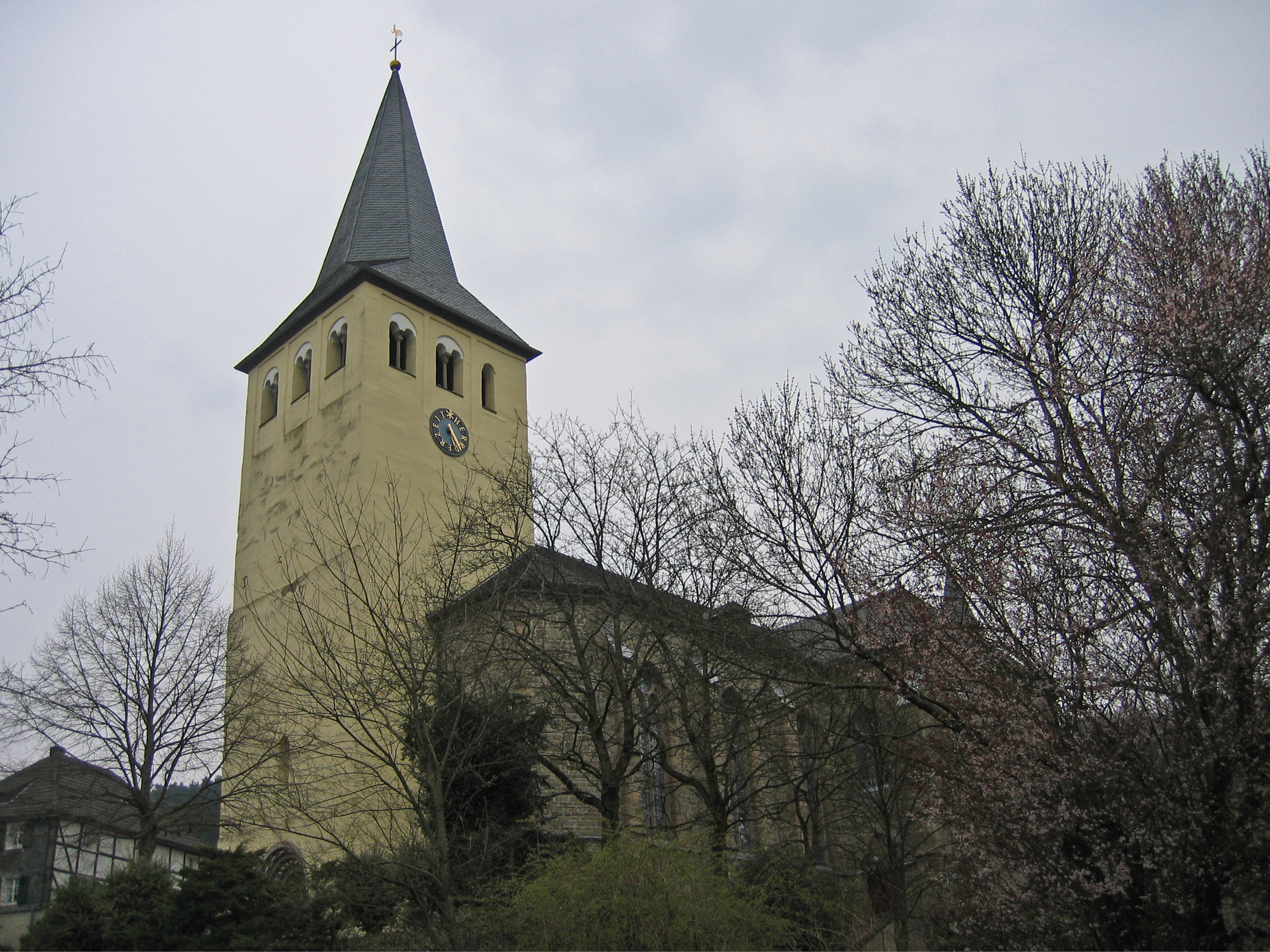
St. Peter und Paul Engelskirchen

- St. Jakobus, Engelskirchen-Ründeroth
- St. Peter und Paul, Engelskirchen

### Seelsorgebereich Lindlar
- St. Agatha, Lindlar-Kapellensüng
- St. Antonius,  Lindlar-Waldbruch

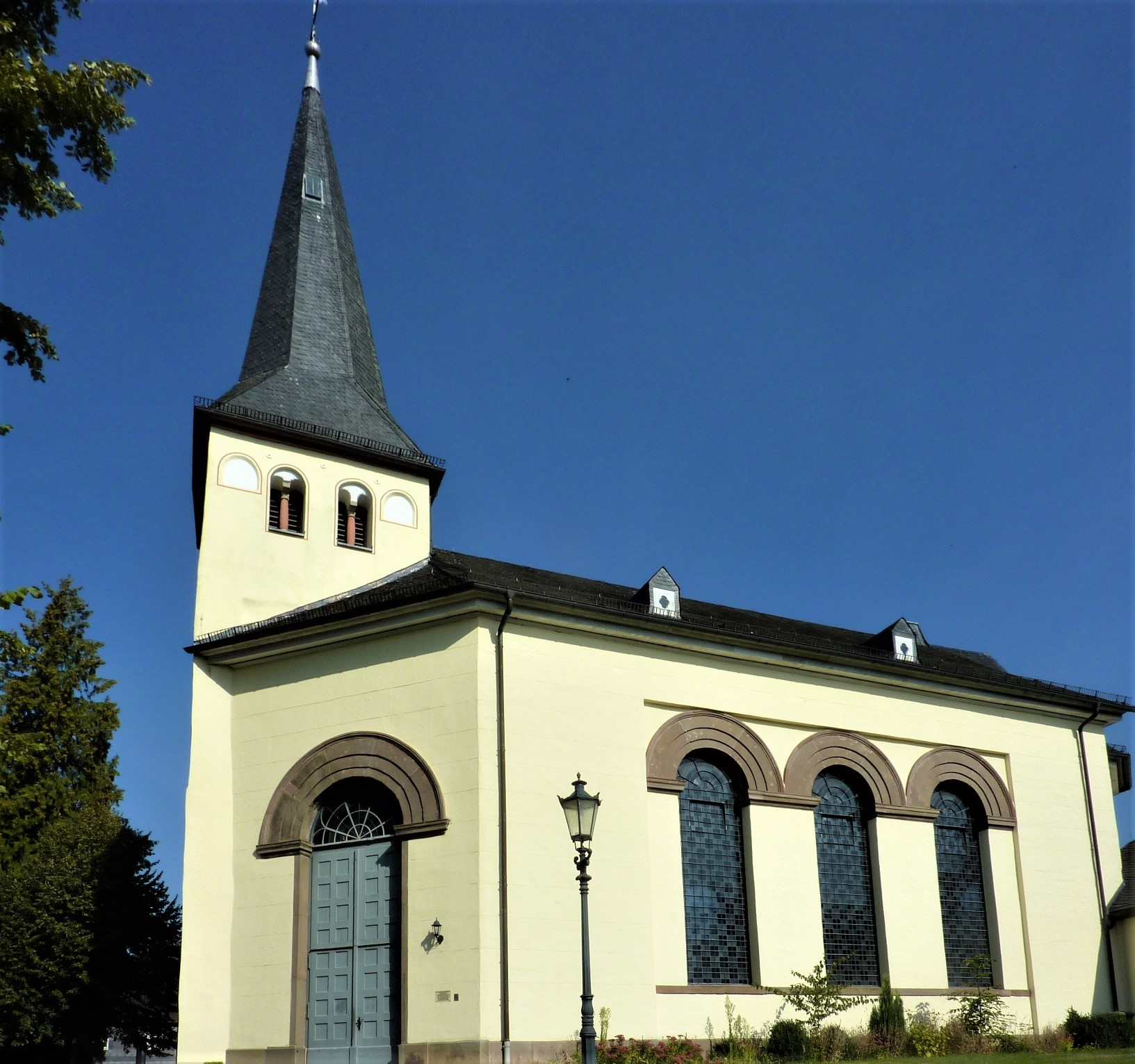
Pfarrkirche St. Laurentius in Hohkeppel

- St. Apollinaris, Lindlar-Frielingsdorf
- St. Joseph, Linde (Lindlar)
- St. Laurentius, Lindlar-Hohkeppel
- St. Luzia, Klause (Lindlar)
- St. Rochus, Lindar-Kemmerich
- St. Sebastian und Rochus, Lindlar-Schmitzhöhe
- St. Severin, Lindlar

### Seelsorgebereich Morsbach/Friesenhagen/Wildbergerhütte

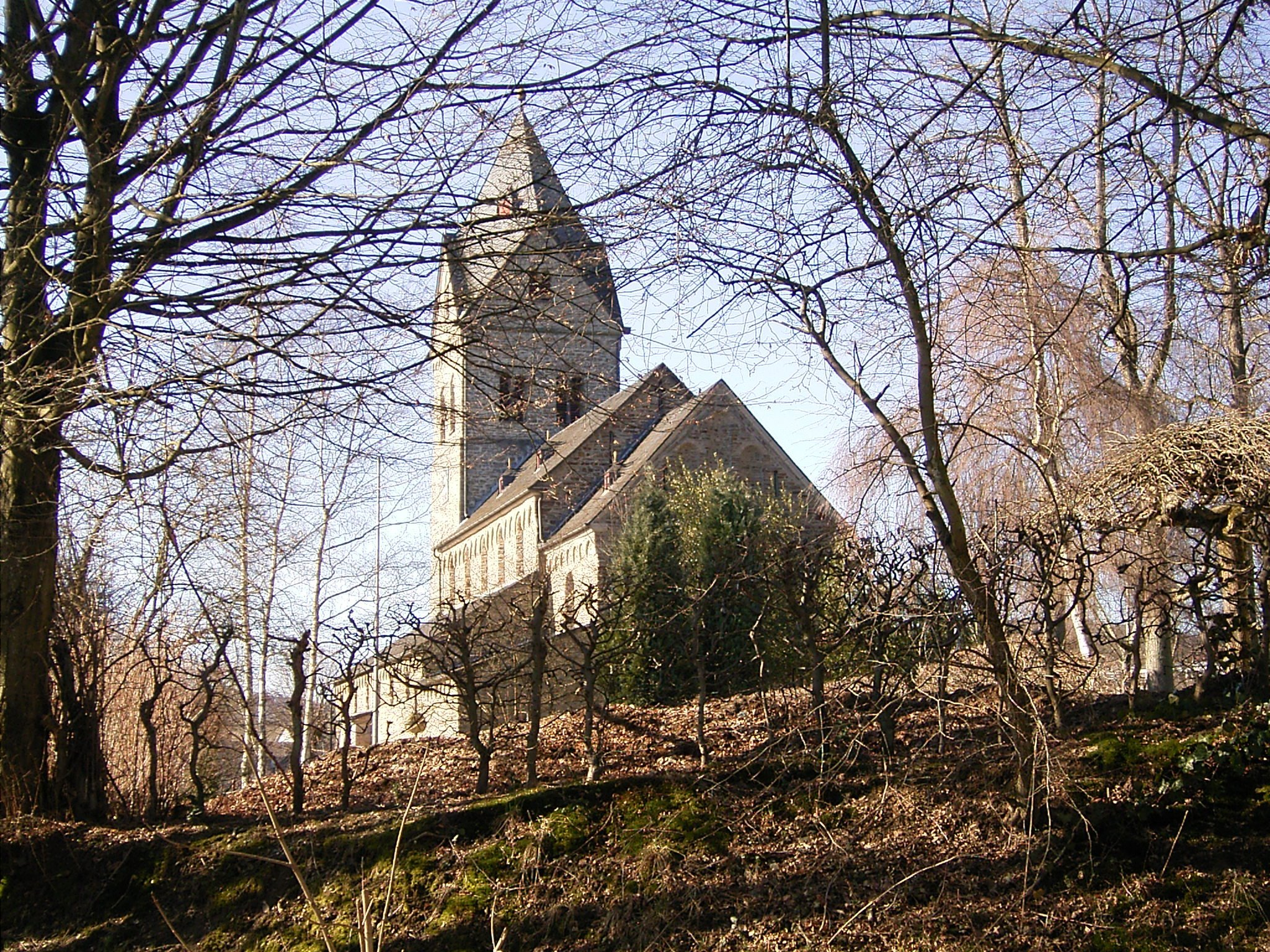
Romanische Basilika St. Gertrud

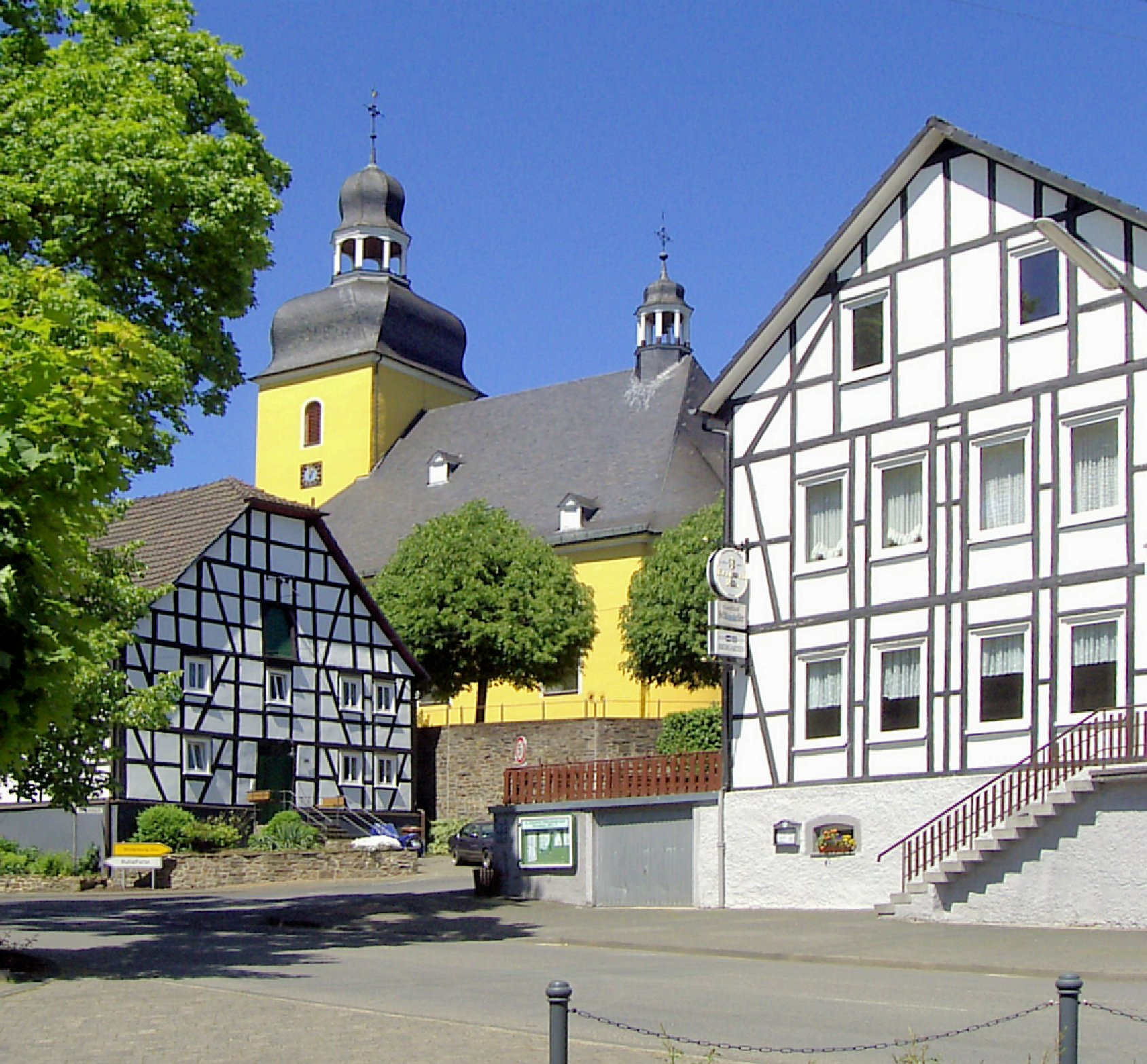
St. Sebastianus Friesenhagen

- St. Bonifatius,  Reichshof-Wildbergerhütte
- St. Gertrud, Morsbach
- St. Joseph, Lichtenberg (Morsbach)
- St. Maria Heimsuchung,  Morsbach-Holpe
- St. Sebastianus, Friesenhagen

### Seelsorgebereich St. Mariä Heimsuchung (Marienheide)
- St. Hedwig, Nochen (Gummersbach)

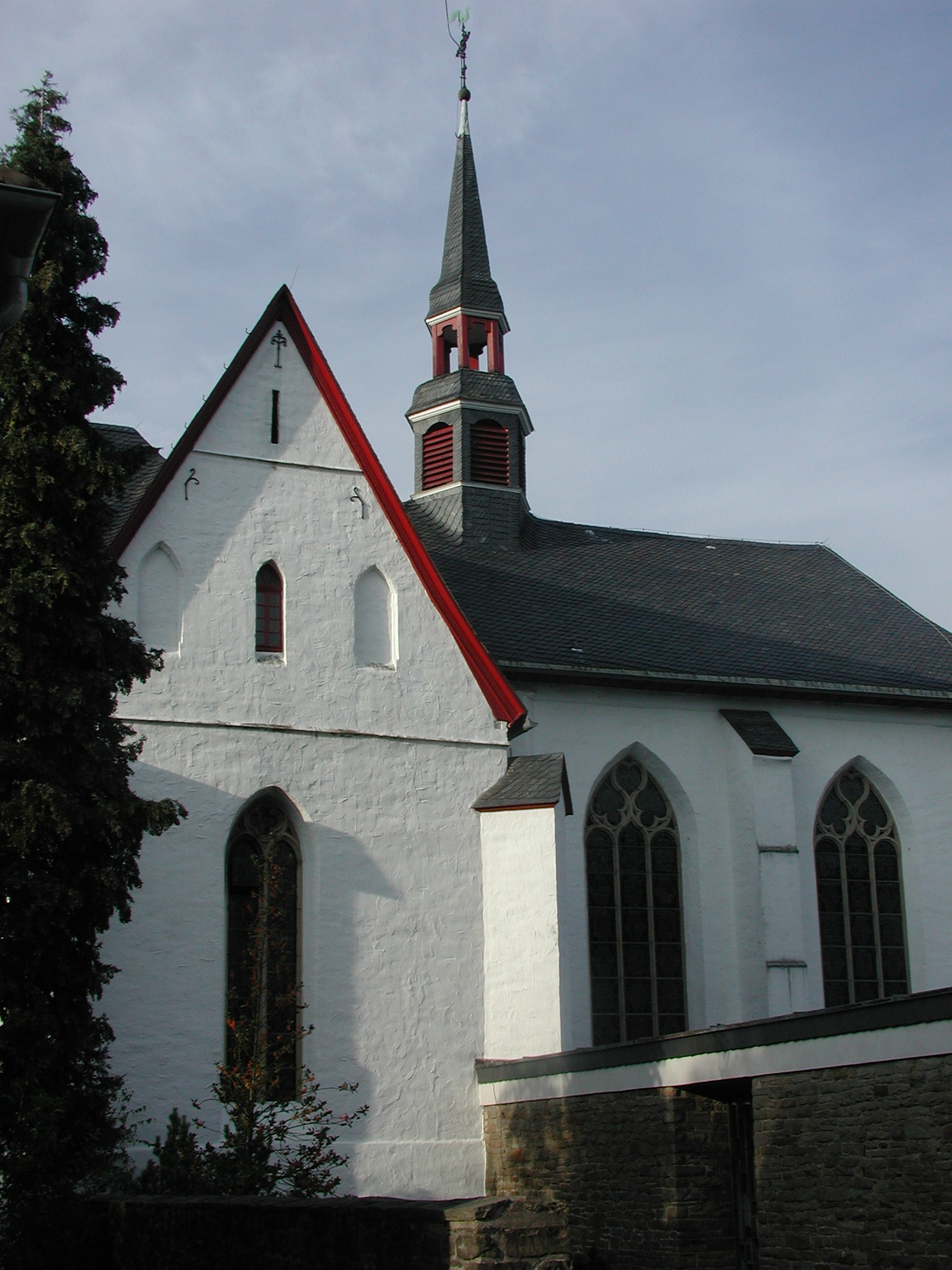
Wallfahrtskirche St. Mariä Heimsuchung

- St. Johannes Baptist,  Marienheide-Gimborn
- Hl. Ludwig Maria Grignion von Montfort, Marienheide
- St. Mariä Heimsuchung, Marienheide

### Seelsorgebereich St. Nikolaus (Wipperfürth)

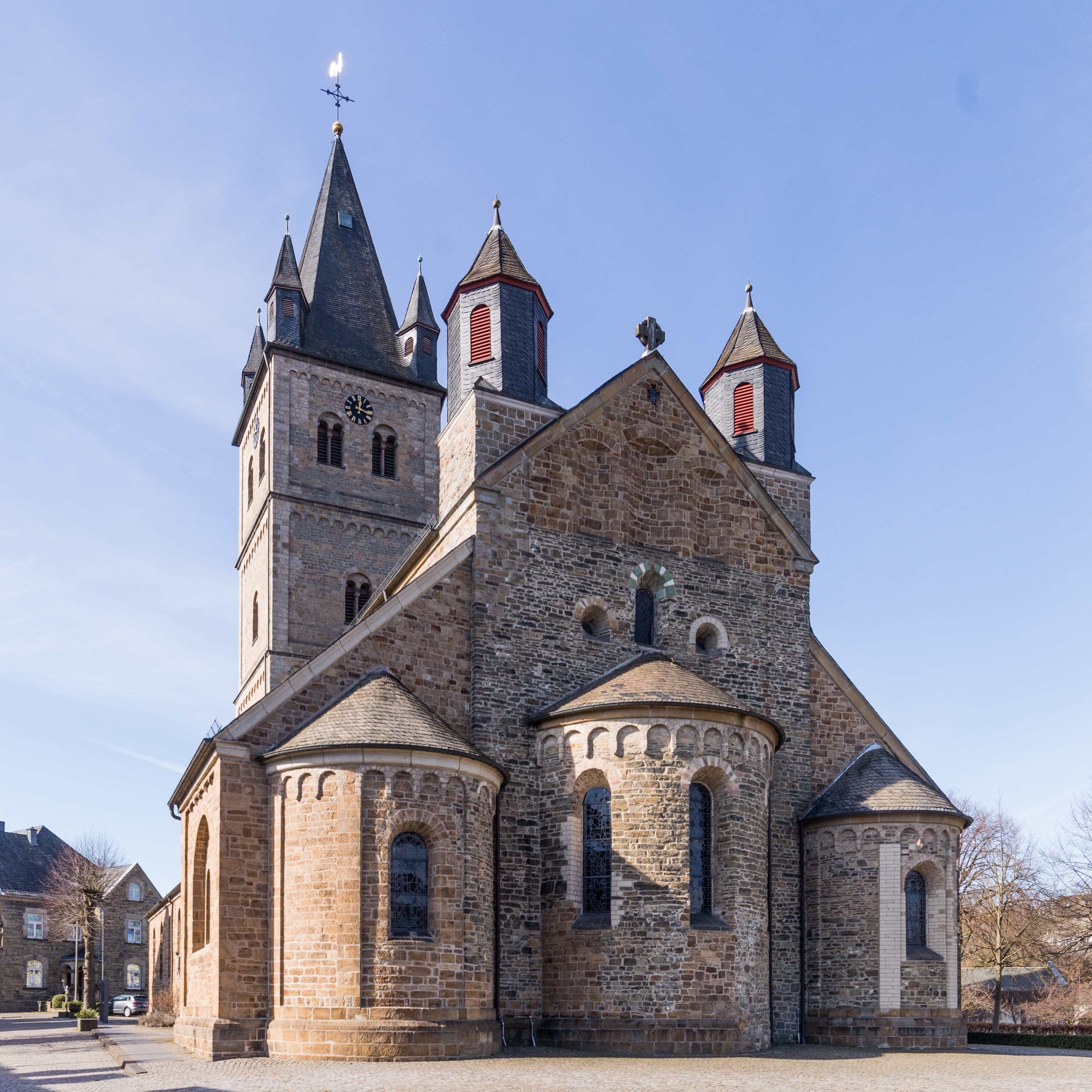
St. Nikolaus Wipperfürth

- St. Agatha, Wipperfürth-Agathaberg
- St. Anna,  Wipperfürth-Thier
- St. Anna,  Wipperfürth-Hämmern
- St. Clemens,  Wipperfürth-Wipperfeld
- Herz Jesu,  Wipperfürth-Niederwipper
- St. Johannes Apostel und Evangelist, Kreuzberg (Wipperfürth)
- St. Nikolaus, Wipperfürth
- St. Antonius von Padua, Wipperfürth
- St. Michael, Wipperfürth-Neye
- Unbefleckte Empfängnis, Wipperfürth-Egen

### Seelsorgebereich Oberberg Mitte
- St. Anna, Bergneustadt-Belmicke

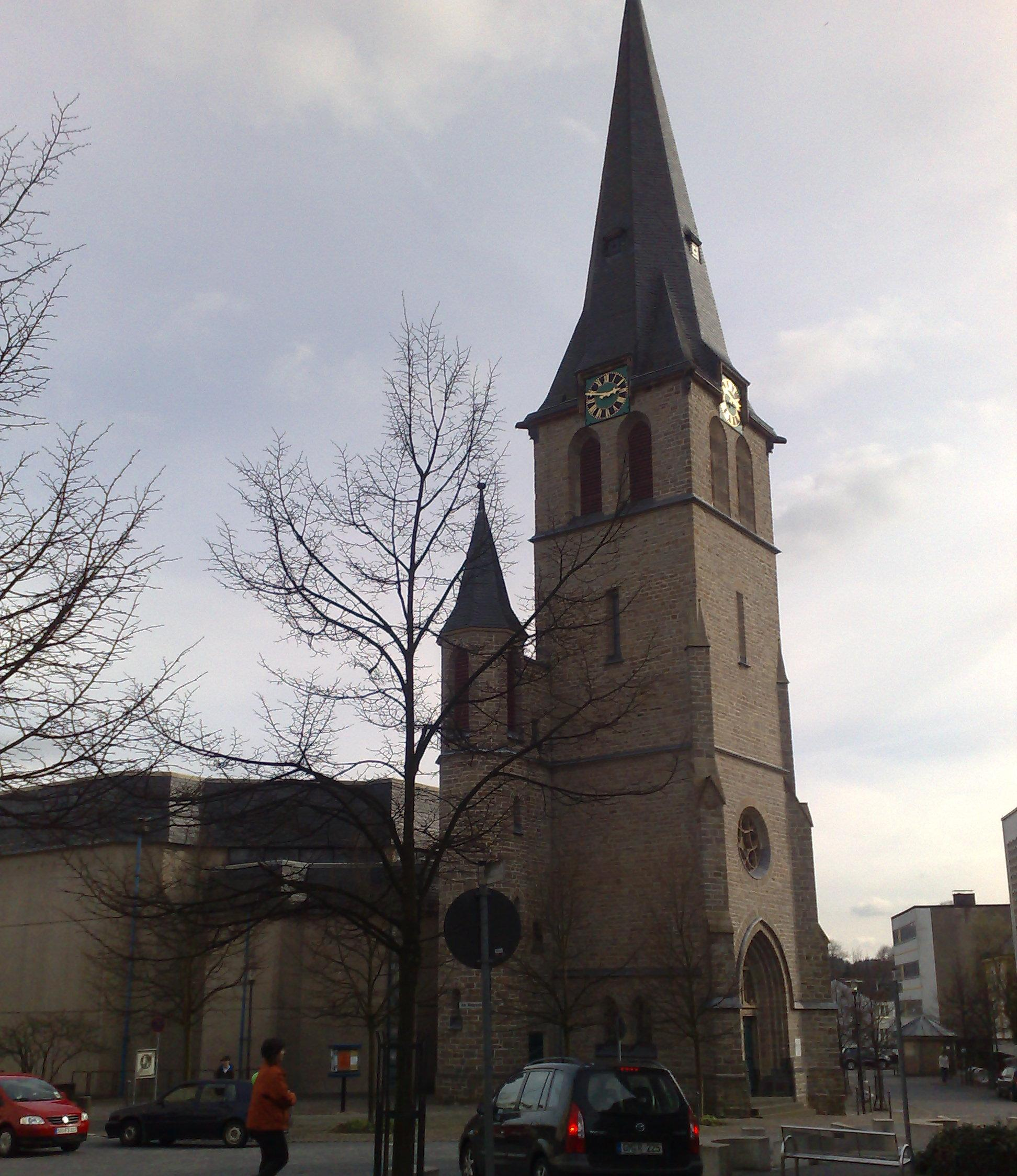
Sankt Franziskus Gummersbach

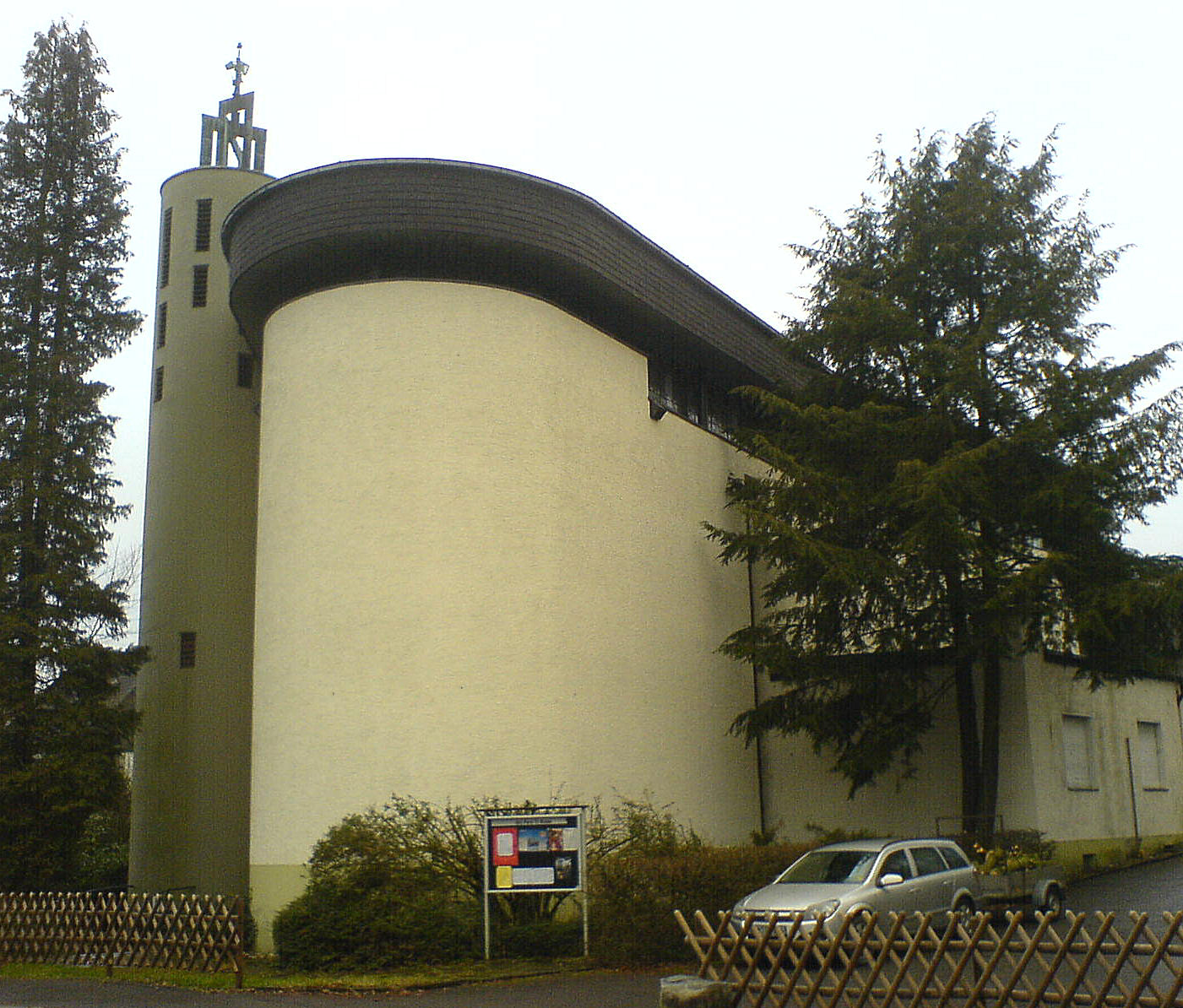
St. Michael Lantenbach

- St. Elisabeth, Gummersbach-Derschlag
- St. Franziskus, Gummersbach
- St. Franziskus Xaverius, Reichshof-Eckenhagen
- Herz Jesu, Gummersbach-Dieringhausen
- St. Klemens Maria Hofbauer, Steinenbrück (Gummersbach)
- St. Maria vom Frieden, Gummersbach-Niederseßmar
- St. Maria Königin, Bergneustadt-Wiedenest
- St. Martin, Marienhagen (Wiehl)
- St. Matthias, Hackenberg (Bergneustadt)
- St. Michael, Gummersbach-Lantenbach
- St. Stephanus, Bergneustadt

### Seelsorgebereich Radevormwald-Hückeswagen

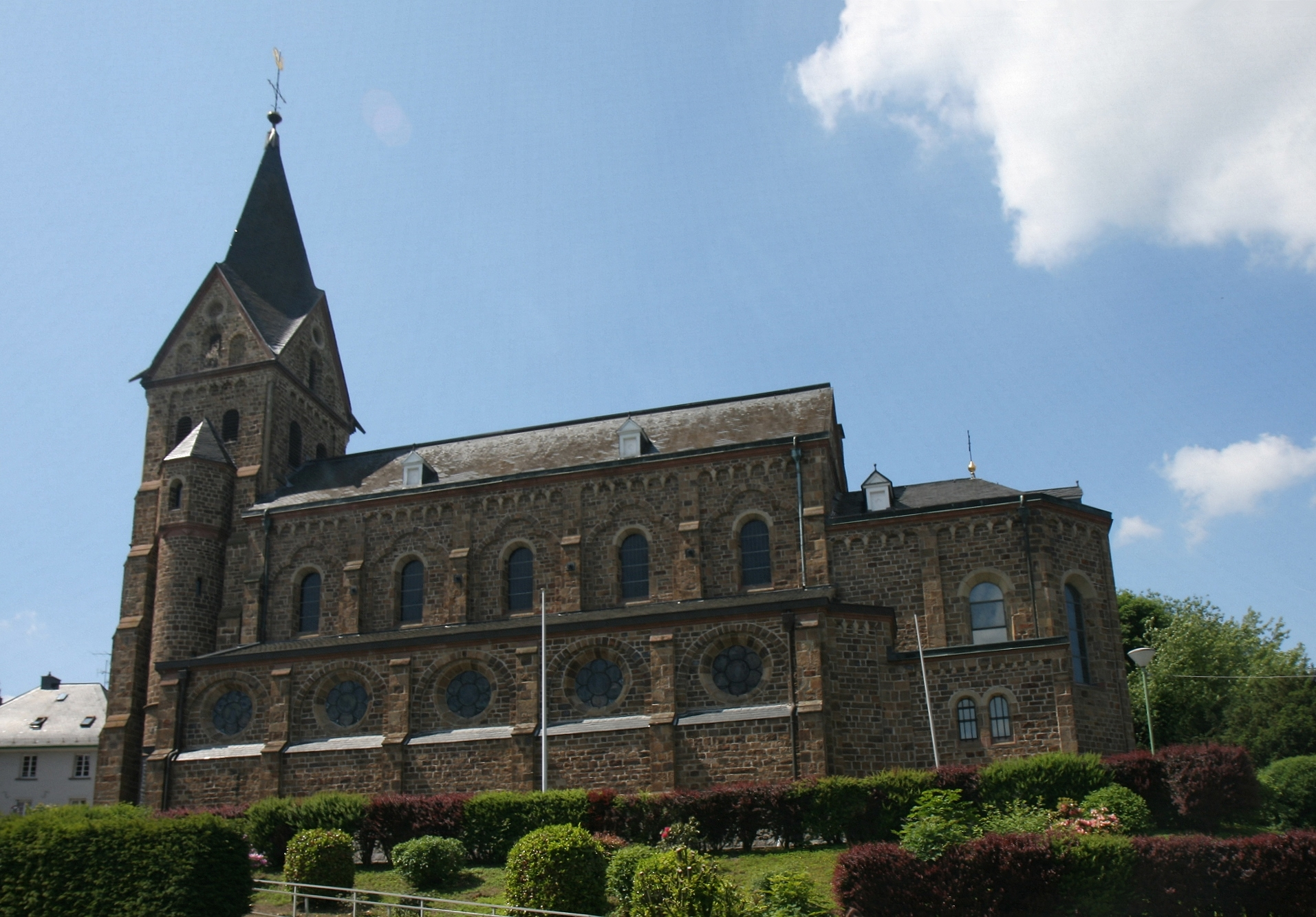
St. Mariä Himmelfahrt, Hückeswagen

- St. Katharina, Wiehagen (Hückeswagen)
- St. Mariä Himmelfahrt, Hückeswagen
- St. Marien und Josef, Radevormwald
- St. Josef,  Radevormwald-Vogelsmühle

## Einrichtungen
Auf der Ebene des Kreisdekanates sind tätig die Katholische Jugendagentur Leverkusen, Rhein-Berg, Oberberg gGmbH und das Katholische Bildungswerk Oberbergischer Kreis mit einer katholischen Familienbildungsstätte in Wipperfürth sowie das Katholische Schulreferat Oberbergischer Kreis und Rheinisch-Bergischer Kreis. Die Einrichtungen haben ihren Sitz in Bergisch Gladbach.

## Kreisdechanten
- 1971–2007: Josef Herweg (* 1932)
- 2008–2011: Paul Klauke († 2011, im Amt verstorben)
- seit 2012: Christoph Bersch (* 1965)